# مونيكا مولينا
مونيكا مولينا (بالإسبانية: Mónica Molina)‏ تيجادور (ولدت 24 يناير، 1968 ، مدريد)، وهي ممثلة، وموسيقية، وهي مطربة تعمل على العديد من أنواع الموسيقى المختلفة مثل البطيئة، التقليدية، الأسبانية، الاتينية. وقد حصلت مولينا على العديد من الجوائز.
وقد كانت ناجحة ومتوفقة في العالم الموسيقى من بداية عملها الفنى. وقد كان اخوها نويل مولينا يعمل كمنتج فنى، وموسيقى وقد وقعت معه العديد من الأغاني الشهيرة والناجحة لها، وقد حققت العديد من المشروعات الموسيقية المختلفة. وقد رشحت للحصول على جوائز جرامى [التركية] للعديد من المرات فيما يخص (الأغاني ذو الموسيقى الأتينية).

## حياتها
ان مونيكا مولينا هي الأبنة السابعة من بين ثمانى اخوة لها للمطرب، والممثل الشهير أنطونيو مولينا [الإسبانية] ، وقد سارت هي وأخوتها انجيلا مولينا [التركية] ، بولا مولينا، ميجول (ميكى) مولينا على درب والدهم، وعملوا بالتمثيل والموسيقى. وايضا ابنة اخيه أوليفيا مولينا فقد أصبحت مشهورة مثله في المجالات الفنية.
وقد كانت مونيكا أشهر ممثلة في إسبانيا، حيث قامت بالتمثيل في العديد من الأفلام السينمائية، المسلسلات التلفزيونية، المسرحيات. وقد عملت على العديد من أنواع الموسيقى وعلى وجه الخصوص، أعمال الموسيقى على طراز البحر الأبيض المتوسط، وقد عكست طريقتها وأسلوبها الخاص على هذه الأغاني، وقد مضت عقد لعمل مختلف وبناء على ذلك قامت بأصدار ألبومها الأول في عام 1999.
وفي وقت قصير بجانب انها حصلت على العديد من الجوائز الذهبية، فقد حصلت على جائزة من جرامى (كأفضل مطربة)، وحصلت على لقب (مطربة العام) وذلك من خلال جوائز الموسيقي بأسبانيا، وغير ذلك من الألقاب والجوائز المختلفة. وقد قامت مونيكا بعمل الكثير من اللقاءات الصحفية والتلفزيونية في تركيا، وخاصة في أسطنبول المكان المحبب لها، وبعدها قامت بالانضمام إلى العديد من مهرجانات الجاز المختلفة في تركيا، وقدمت العديد من الحفلات.
وقد تزوجت مونيكا من جوسى كورونادو الممثل والمغنى المعروف بأغنية نانا مال كانديلا، وانجبت منه طفل واحد.وقد قدمت العديد من الأعمال الموسيقية المختلفة مع باجو اورتيجا المنتج والملحن المشهور. وقد قدمت أول كليب لها في أسطنبول وذلك من أجل تشجيع السياحة في تركيا، وذلك عقب تكليف من وزارة الثقافة، والسياحة بجمهورية تركيا. وبالأضافة إلى ذلك فقد كان غلاف الألبوم عبارة عن صور ومناظر مختلفة من أسطنبول.
وبعد قيام مولينا بهذا المشروع فقد قالت (استخدام الصور هو دين للأتراك عندى. وانا أعرف الجمهور التركى جيدا، اعرفه جدا لدرجة تصل للكمال، ليدهم شعور رائع.وانا فخورة جدا بسبب تحدثى في الأعلام وهذه الاوساط بتركيا. وأرى انى حققت نجاحا كيرا وذلك لاننا نتحدث لغة مختلفة تماما بشكل كامل، وأكبر صعوبة نواجها هي التواصل مع الجمهور. ولكن على الرغم من هذا فان الموسيقى لها عمل سحرى، حيث تعمل على تقريب الشعوب والثقافات المختلفة، واننا يمكن تأسيس وتقوية هذا الاتصال. وموسيقاتى التي أقدمها تكون قريبة جدا من شعوب البحر الأبيض المتوسط، وقد كانت مفاجأة لي أن أقدم حفلات لي في تركيا في البداية).

## أعمالها الفنية
-اوتو روتيرو (2007)
-المسمار (2006)
-دى كال يارينا (2003)
-فويلا (2001)
-تو ديسبنديدا (1999)

## الأعمال المشتركة
-تيرماسو دى ليمون (فيديو كليب). فنجارى ذو روساس، أغنية خواكين سابينا (2009)
-جواناتميرا. أن تربيتو كوبا (2007)
-أمار اين تيمبوس ريفولتس (2006)
-تمويل:30 مسار من أجل المراة الجديدة (2006)
-يا تودو أيس فينداد: هومناجى أجافير كراهى (2004)
-أميرا كو أيرس جانلا، اوتو (2000)

## المسلسلات التلفزيونية
-امار اين تيمبوس ريفولتس [التركية] ، دى جوان نيجورا [التركية] (2008)
-البابا، (الأصدار بيبى نافارو [التركية]) (2001)
-هرمانس [التركية] ، (تحذير بنك انريك) (1998)

## المسرحيات
لا امبتوكنيا دى لامرسى أرنستو ، (تحذير لأثر اوسكار ويلد) (1995)

## أفلامها
-حتى في السماء والارض ، الاخراج: خوسيه لويس كوريدا (1995)
-بلمونت ، الأخراج:خوان سيباستيان بولاين (1995)
-رقصة الأرواح ، الأخراج: بيدرو كارفاخال(1994)
-السنجاب الأحمر ، الأخراج:خوليو ميدم (1993)
-الضوء الأسود [الإسبانية] ، الأخراج:كزافييه برموديز (1992)
-ديسامو كوزان ، الأخراج:ادواردو كامبوى (1992)
-حب الخروج ، الأخراج: كلودو ايزاغورى (1992)
-ثلاثاء المرافع [الإسبانية] ، الأخراج: فيراندو بولوز و بيدرو جرافجال [الإسبانية] (1991)
-سيديم جيدنو رانو ، الأخراج: دوسان ترانجاك (1988)
-المواد الحضرية ، الاخراج: جوردى بيانو (1987)
-الرحلة إلى اى مكان [الإسبانية] ، الأخراج: فرناندو غوميز فرنان (1986)
-نصف السماء ، الأخراج: مانويل غوتييريز أراغون (1986)

## الروابط الخارجية
- مونيكا مولينا على موقع IMDb (الإنجليزية)
- مونيكا مولينا على موقع ألو سيني (الفرنسية)
- مونيكا مولينا على موقع ميوزك برينز (الإنجليزية)
- مونيكا مولينا على موقع أول موفي (الإنجليزية)
- مونيكا مولينا على موقع قاعدة بيانات الأفلام السويدية (السويدية)
- مونيكا مولينا على موقع أول ميوزيك (الإنجليزية)
- مونيكا مولينا على موقع ديسكوغز (الإنجليزية)
- مونيكا مولينا على موقع قاعدة بيانات الفيلم (الإنجليزية)
- مونيكا مولينا على موقع كينوبويسك (الروسية)

-مونيكا مولينا، وأغنية بيكانو فادو
-القمر، أغنية أمور لمونيكا مولينا
-ميجول ومونيكا مولينا، الحوار الصحفى المشهور في جريدة البايس المشهورة
-الملاحم والأسطورة، مقالة بجريدة الماندو (21/06/02)
-تواجه العالم الرقمى (03/04/06)
-تواجه العالم القمرى (03/09/07)
-الحوار الصحفى مع قناة التلفزيون المشهورى أي بي سى (11/11/08)